# Daewoo
Daewoo ili Daewoo Grupa bila je jedan od vodećih južnokorejskih konglomerat. Tvrtku je 22. ožujka 1967. g. osnovao Kim Woo-jung, da bi tvrtka 1999. bankrotirala. Tvrtka je prije izbijanja azijske financijske krize 1998. bila drugi konglomerat u Koreji iz Hyundai Grupe, a ispred LG Grupe i Samsung Grupe. 
Djelatnosti tvrtke su bile proizvodnja vozila, plovila, telekomunikacije, građevina, trgovina, hotelijerstvo, proizvodnja oružja i elektronika.

## Daewoo proizvodi
- Daewoo Leganza, automobila
- Daewoo XK9, puška